# Drei-Untergruppen-Lemma
Das Drei-Untergruppen-Lemma ist eine Aussage aus dem mathematischen Teilgebiet der Gruppentheorie. Es ist eine direkte Konsequenz aus der Wittschen Identität, die auch als Hall-Witt-Identität bekannt ist, diese ist nach Ernst Witt und Philip Hall benannt.

## Definitionen
Es sei {\displaystyle G} eine Gruppe. Bekanntlich heißt
{\displaystyle [a,b]:=a^{-1}b^{-1}ab} für {\displaystyle a,b\in G}
der Kommutator von {\displaystyle a} und {\displaystyle b}.
Induktiv definiert man dann höhere Kommutatoren durch
{\displaystyle [a_{1},\ldots ,a_{n}]:=[[a_{1},\ldots ,a_{n-1}],a_{n}]} für {\displaystyle n\geq 3,a_{1},\ldots ,\,a_{n}\in G}
Sind {\displaystyle A,B\subset G} Untergruppen, so sei {\displaystyle [A,B]} die von allen Kommutatoren {\displaystyle [a,b],\,a\in A,b\in B}, erzeugte Untergruppe. Für Untergruppen {\displaystyle A_{1},\ldots ,A_{n}\subset G} erklärt man dann induktiv
{\displaystyle [A_{1},\ldots ,A_{n}]:=[[A_{1},\ldots ,A_{n-1}],A_{n}]}.
Beachte, dass die Menge der Kommutatoren im Allgemeinen keine Untergruppe bildet und dass daher bei dieser induktiven Definition mehrfach zur erzeugten Untergruppe überzugehen ist.
Schließlich erinnern wir an die Definition der Konjugation. Ist {\displaystyle x\in G}, so ist {\displaystyle a\mapsto xax^{-1}} ein Automorphismus auf {\displaystyle G}, den man gerne als Potenz schreibt:
{\displaystyle a^{x}:=x^{-1}ax} für {\displaystyle a,x\in G}.

## Wittsche Identität
Es sei {\displaystyle G} eine Gruppe. Dann gilt für alle {\displaystyle a,b,c\in G} die Wittsche Identität
{\displaystyle [a,b^{-1},c]^{b}\,[b,c^{-1},a]^{c}\,[c,a^{-1},b]^{a}=1} für alle {\displaystyle a,b,c\in G}
wobei {\displaystyle 1} das neutrale Element der Gruppe bezeichnet.
Um sich diese Identität besser einprägen zu können, beachte man, dass der Exponent stets mit dem mittleren invertierten Element zusammenfällt, und dass der zweite und dritte Faktor aus dem ersten {\displaystyle [a,b^{-1},c]^{b}} durch zyklische Vertauschung {\displaystyle a\to b\to c\to a} hervorgehen.
Diese Identität wird auch Hall-Witt-Identität genannt.
Philip Hall hat diese Gleichung Ernst Witt zugeschrieben, letzterer war sich dessen allerdings nicht bewusst.
Man findet diese Identität auch in folgender Form:
{\displaystyle [a,b,c^{a}]\,[c,a,b^{c}]\,[b,c,a^{b}]=1} für all {\displaystyle a,b,c\in G}.
Beachtet man, dass die Konjugation mit {\displaystyle a} ein Automorphismus ist, dessen Umkehrung die Konjugation mit {\displaystyle a^{-1}} ist, so zeigt die Rechnung
{\displaystyle [a,b,c^{a}]=[[a,b],c^{a}]=[[a,b]^{a^{-1}},c]^{a}=[[b,a^{-1}],c]^{a}=[b,a^{-1},c]^{a}},
dass dies tatsächlich eine Variante der Wittschen Identität ist.

## Beweis
Der Beweis der Wittschen Identität ist nichts anderes als eine einfache Rechnung nach Ausschreiben der Definitionen:
{\displaystyle [a,b^{-1},c]^{b}[b,c^{-1},a]^{c}[c,a^{-1},b]^{a}}
{\displaystyle =b^{-1}[a^{-1}bab^{-1},c]b\,\cdot \,c^{-1}[b^{-1}cbc^{-1},a]c\,\cdot \,a^{-1}[c^{-1}aca^{-1},b]a}
{\displaystyle =b^{-1}b{\color {Blue}a^{-1}b^{-1}ac^{-1}a^{-1}}{\color {Red}bab^{-1}cb}\,\cdot \,c^{-1}c{\color {Red}b^{-1}c^{-1}ba^{-1}b^{-1}}{\color {Green}cbc^{-1}ac}\,\cdot \,a^{-1}a{\color {Green}c^{-1}a^{-1}cb^{-1}c^{-1}}{\color {Blue}aca^{-1}ba}}
{\displaystyle =1},
wobei sich gleich gefärbte Formelteile gegenseitig wegheben, zuerst die schwarzen Formelteile, dann rot und grün und schließlich blau.

## Bemerkung zu den Definitionen
Die Definitionen von Kommutatoren und Konjugation sind in der Literatur nicht einheitlich. Definiert man alternativ für Elemente {\displaystyle a,b,a_{1},\ldots ,a_{n},x} einer Gruppe {\displaystyle G}:
{\displaystyle [a,b]=aba^{-1}b^{-1}}
{\displaystyle [a_{1},\ldots ,a_{n}]:=[a_{1},[a_{2},\ldots ,a_{n}]]}
{\displaystyle a^{x}:=xax^{-1}},
so gilt auch mit diesen Definitionen die Wittsche Identität.

## Das Drei-Untergruppen-Lemma
- Sind {\displaystyle A,B,C} Untergruppen einer Gruppe und ist {\displaystyle [A,B,C]=\{1\}} und {\displaystyle [B,C,A]=\{1\}}, so gilt auch {\displaystyle [C,B,A]=\{1\}}.[7]

Sind nämlich {\displaystyle a\in A}, {\displaystyle b\in B}, {\displaystyle c\in C}, so folgt {\displaystyle [a,b,c]=[b,c,a]=1} nach Voraussetzung und daher auch {\displaystyle [c,b,a]=1} nach der Wittschen Identität, denn die Konjugation ist ein Automorphismus und muss 1 auf 1 abbilden. Also vertauscht jedes {\displaystyle a\in A} mit jedem {\displaystyle [c,b]} und daher mit der davon erzeugten Gruppe {\displaystyle [C,B]}, und daraus folgt {\displaystyle [C,B,A]=\{1\}}.
Etwas allgemeiner gilt folgende ebenfalls als Drei-Untergruppen-Lemma bezeichnete Aussage:
- Sind {\displaystyle A,B,C} Untergruppen und {\displaystyle N} ein Normalteiler einer Gruppe und ist {\displaystyle [A,B,C]\subset N} und {\displaystyle [B,C,A]\subset N}, so gilt auch {\displaystyle [C,A,B]\subset N}.[8][9]

Bertram Huppert schreibt dieses Lemma Philip Hall zu. Es ist klar, dass der Spezialfall {\displaystyle N=\{1\}} zur ersten Form des Drei-Untergruppen-Lemmas führt.

## Anwendungen

### Nilpotente Gruppen
Man definiert für eine Gruppe {\displaystyle G} induktiv
{\displaystyle G^{1}=G,\quad G^{n+1}=[G,G^{n}]}
und nennt eine Gruppe nilpotent, wenn es ein {\displaystyle n\in \mathbb {N} } gibt mit {\displaystyle G^{n}=\{1\}}. Ein wichtiges Lemma ist
{\displaystyle [G^{m},G^{n}]\subset G^{m+n}} für alle {\displaystyle m,n\in N}.
Beim Induktionsbeweis dieses Lemmas kann das Drei-Untergruppen-Lemma (in der einfacheren Form) eingesetzt werden.

### Abelsche Gruppen
Es seien {\displaystyle G} eine Gruppe und {\displaystyle A,B} Untergruppen. Man nennt
{\displaystyle N_{G}(B):=\{x\in G|\,x^{-1}Bx=B\}} den Normalisator von {\displaystyle B} in {\displaystyle G} und
{\displaystyle C_{A}(B):=\{a\in A|\,[a,b]=1\,\forall b\in B\}} den Zentralisator von {\displaystyle B} in {\displaystyle A}.
- Ist nun {\displaystyle A\subset N_{G}(B)} und {\displaystyle A\subset C_{G}([A,B])}, so ist {\displaystyle A/C_{A}(B)} abelsch.[11]

Da {\displaystyle A\subset N_{G}(B)}, ist {\displaystyle C_{A}(B)\subset A} ein Normalteiler und es ist {\displaystyle [A,A]\subset C_{A}(B)} zu zeigen, das heißt {\displaystyle [A,A,B]=\{1\}}. Da nach Voraussetzung {\displaystyle A\subset C_{G}([A,B])}, folgt aber {\displaystyle [A,B,A]=\{1\}} und wegen {\displaystyle [A,B]=[B,A]} auch {\displaystyle [B,A,A]=\{1\}}, die Behauptung folgt nun aus dem Drei-Untergruppen-Lemma.